# Ri Han-Jae
Ri Han-Jae (født 27. juni 1982) er en nordkoreansk fodboldspiller.

## Nordkoreas fodboldlandshold
| Nordkoreas landshold | Nordkoreas landshold | Nordkoreas landshold |
| År                   | Kmp                  | Mål                  |
| -------------------- | -------------------- | -------------------- |
| 2004                 | 1                    | 1                    |
| 2005                 | 6                    | 0                    |
| Total                | 7                    | 1                    |